# Enveloppe Reede
Enveloppe Reede was een van de vele zeventiende-eeuwse en achttiende-eeuwse vestingwerken rond de middeleeuwse stad Venlo.
Tussen de zuidelijke Maaszijde enerzijds en Fort Keulen aan de zuidoostzijde werd ter hoogte van de Roermondsepoort, die in 1731 de Tegelpoort verving, dit omvangrijke voorwerk gebouwd. het bestond uit bastion Reede, bastion Le Roy (beiden tussen eiland De Weerd en de Tegelpoort), een hoornwerk en ten slotte twee lunetten. Het geheel werd omgeven door een bedekte weg.
Hoewel de achttiende eeuw een redelijk rustig tijdperk was, bestond wel de voortdurende dreiging van zowel Oostenrijk als Pruisen. Venlo moest, als vooruitgeschoven post van de Generaliteit, koste wat kost behouden blijven. Om dat te bewerkstelligen werd de stad in die eeuw uitgebreid met een omvangrijk stelsel van vestingwerken. Met een garnizoen van circa 5.000 soldaten op een inwonertal van circa 4.000 was het een zwaar militair bolwerk geworden. In de woorden van de Amsterdamse geschiedschrijver Jan Wagenaar heette Venlo op dat moment eene sterke stad te zijn.